# HAL Laboratory
HAL Laboratory, Inc. är ett japanskt spelföretag som grundades 21 februari 1980.
HAL började med att utveckla spel till MSX. Sedan 1986 har HAL Laboratory varit andrapartsutvecklare åt Nintendo, och under den tiden har de hunnit skapa många kända serier. Några av dessa är Kirby-serien och Super Smash Bros.-serien.
Satoru Iwata var VD för HAL mellan 1993 och 2000. 2002 blev Iwata VD för Nintendo.

## Mest kända spel
- Eggerland-serien
- Kirby-serien
- Super Smash Bros.-serien